# شهرستان مکیناک
شهرستان مکیناک (به انگلیسی: Mékinac Regional County Municipality) یک منطقهٔ مسکونی در کانادا است که در ناحیه موریسی واقع شده‌است. شهرستان مکیناک ۵٬۵۵۴٫۹۰ کیلومتر مربع مساحت و ۱۲٬۹۲۴ نفر جمعیت دارد.